# Desmodium maxonii
Desmodium maxonii är en ärtväxtart som först beskrevs av Paul Carpenter Standley, och fick sitt nu gällande namn av Paul Carpenter Standley. Desmodium maxonii ingår i släktet Desmodium och familjen ärtväxter. Inga underarter finns listade i Catalogue of Life.